# Bécsi Porcelánmanufaktúra

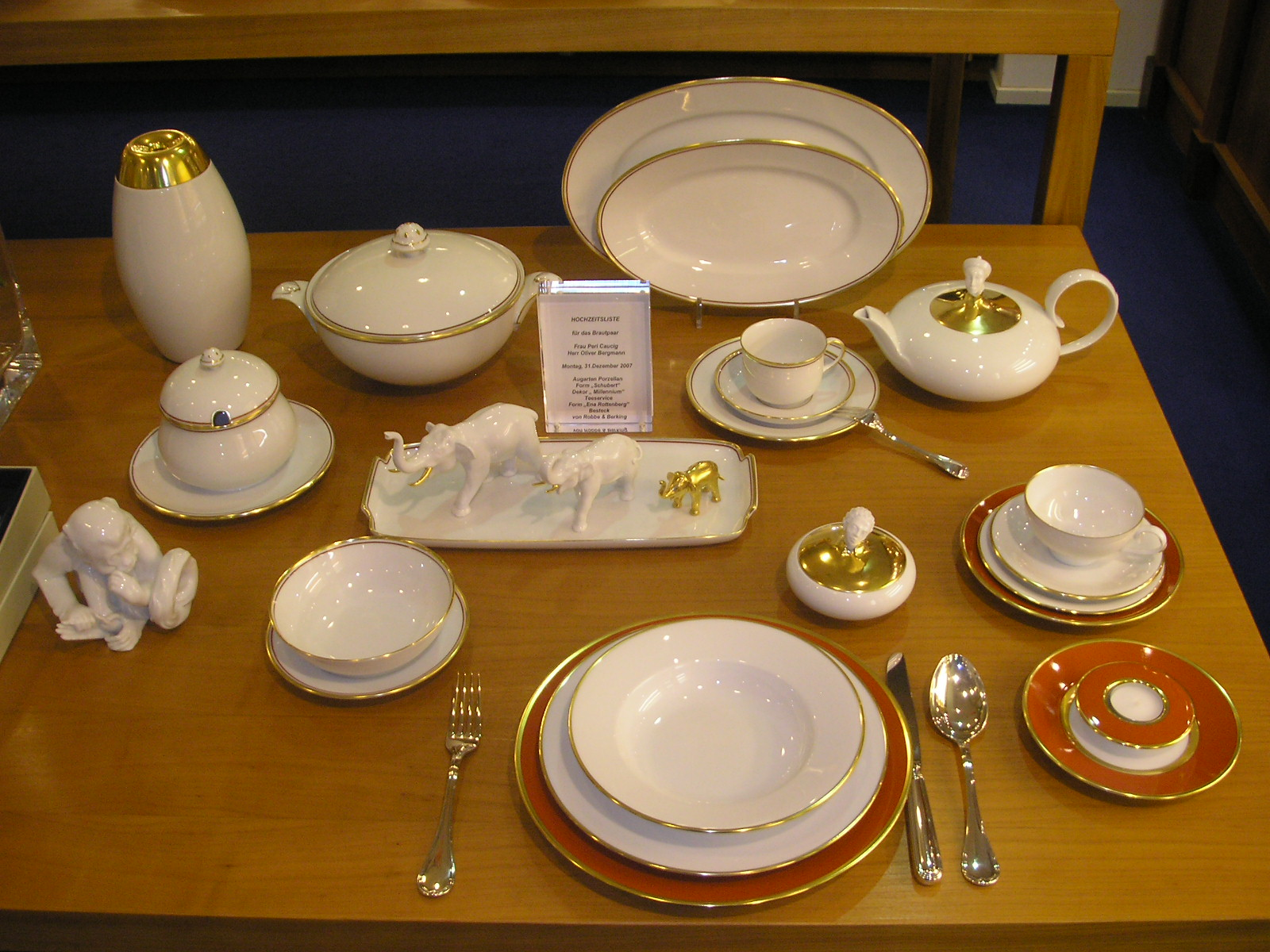
Étkészlet

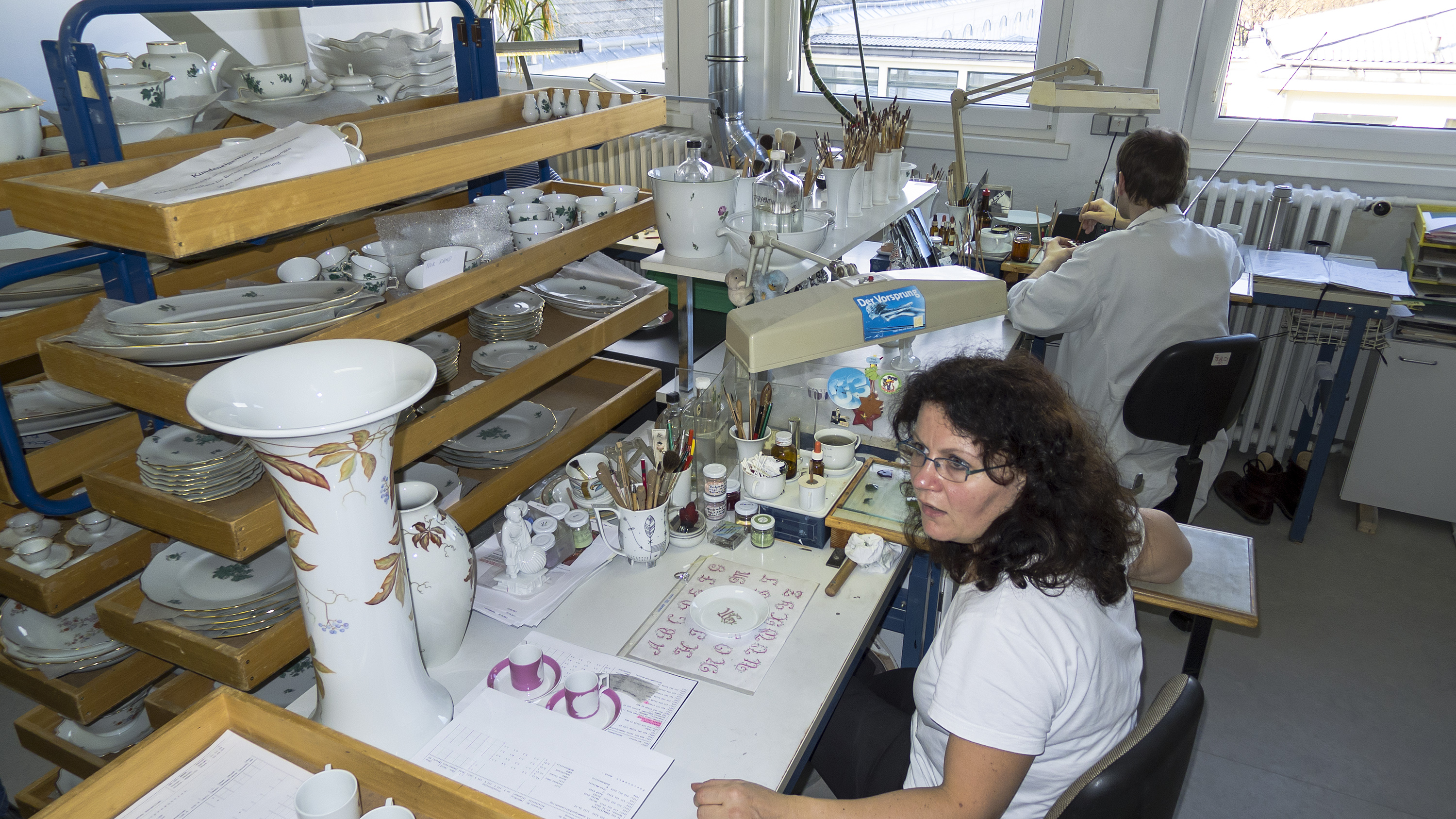
Egy műhely

A Bécsi Porcelánmanufaktúrát (Augarten Porcelánmanufaktúra, németül: Porzellanmanufaktur Augarten) Európa második legrégibb kézműves porcelánműhelye a  Leopoldstadtban.

## Története
A manufaktúrát 1718 májusában alapították, amikor Claudius Innocentius Du Paquier császári privilégiumot kapott a porcelángyártásra. A következő húsz évben meghatározó esztétikai szerepre tett szert. Mária Terézia a céget államosította és továbbfejlesztette, amitől a klasszicizmus korában világhírnévre tesz szert. A bécsi kongresszus (1814–1815) idején filigrán termékei bevonultak Európa királyi és császári udvaraiba és a nagypolgárság háztartásaiba. Az ipari forradalom visszavette a kézműipart, aminek eredményeként 1864-ben bezárták a céget. Miután divatba jöttek a kézműves termékek, 1923-ban újra megnyílt az Augarten parkban, és a tárgyak formatervezéséhez azóta is képzőművészeket foglalkoztat.

## Múzeuma
A manufaktúra múzeumát a Bécsi fiúkórus épülete mellett álló Augarten palotában rendezték be — ajándékbolttal és étteremmel. A manufaktúra termékei között az art déco szerelmesei megtalálhatják a Bécsi Műhelyek alapítója, Josef Hoffmann által tervezett  „Melonen” kávéskészletet, amit 1929 óta gyártanak és tíz különböző színben kapható, egyebek közt rózsaszínben, világoskékben, türkizben és lilában is.

## Látogatása
A főbejárat (duplaszárnyas csapóajtó) lépcsőmentesen közelíthető meg. Az ajtók 120 cm szélesek. Vakvezető kutya engedélyezett. Van lift és mozgássérült WC.
Belépő 2023-ban: 7 euró/fő — Vienna City Card-tulajdonosoknak 5 € (28% kedvezmény). A vezetett manufaktúra-túra: 19, illetve 17 €. A vezetés német (igény szerint angol) nyelvű.
Vezetett túrák:
- Hétfőn és kedden 10:15 és 11:30.
- Csütörtökön 14:00 és 15:30.
- Minden hónap szombatján 14:00 és 15:30.

Szombatonként a manufaktúrában nem dolgoznak, tehát a gyártást nem lehet megtekinteni.
A vezetett túrákra ajánlott regisztrálni (e-mail: wien2@augarten.at telefon: +43 1 211 24-200)

## Képek

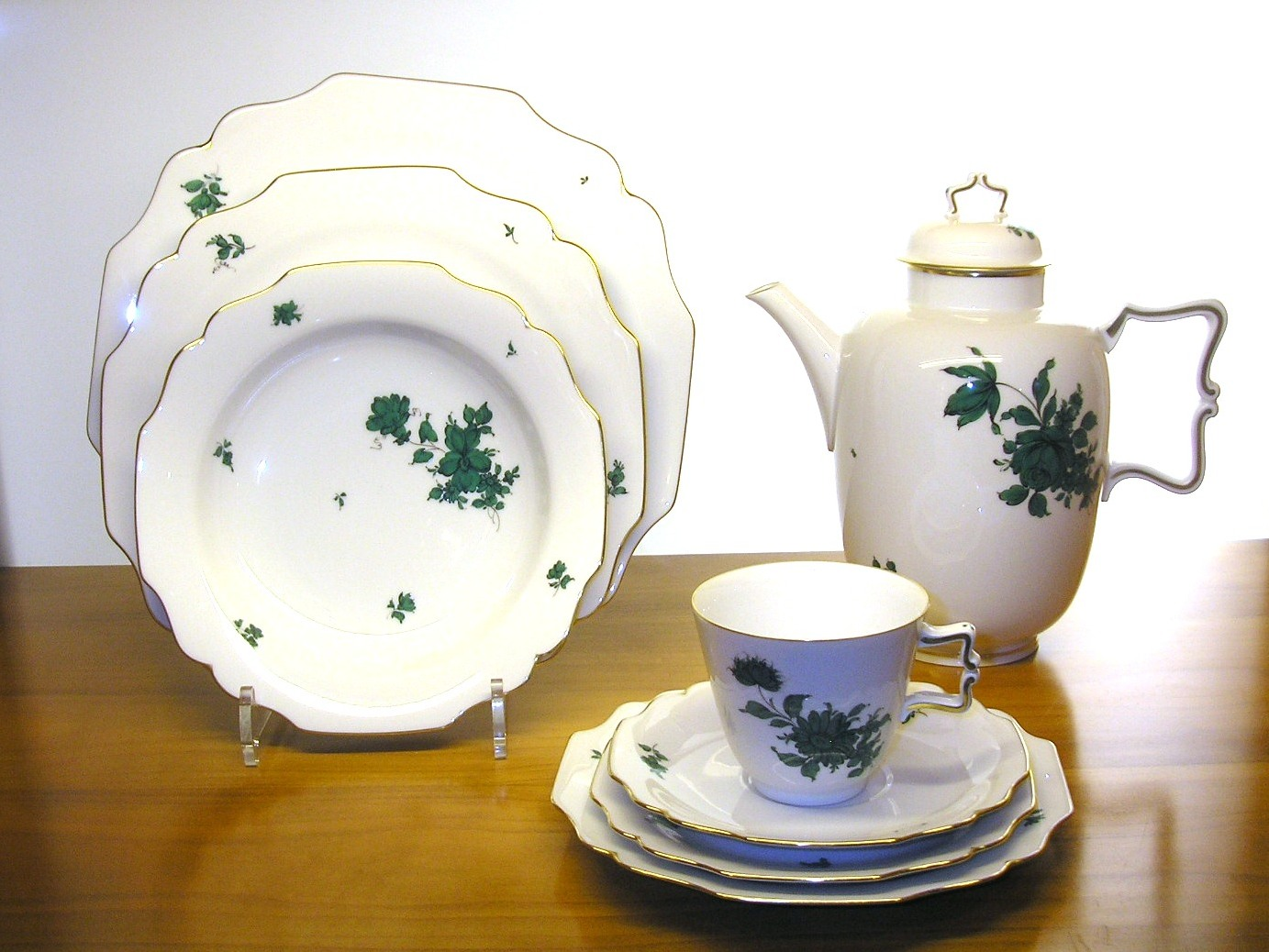
Készlet Maria Theresia
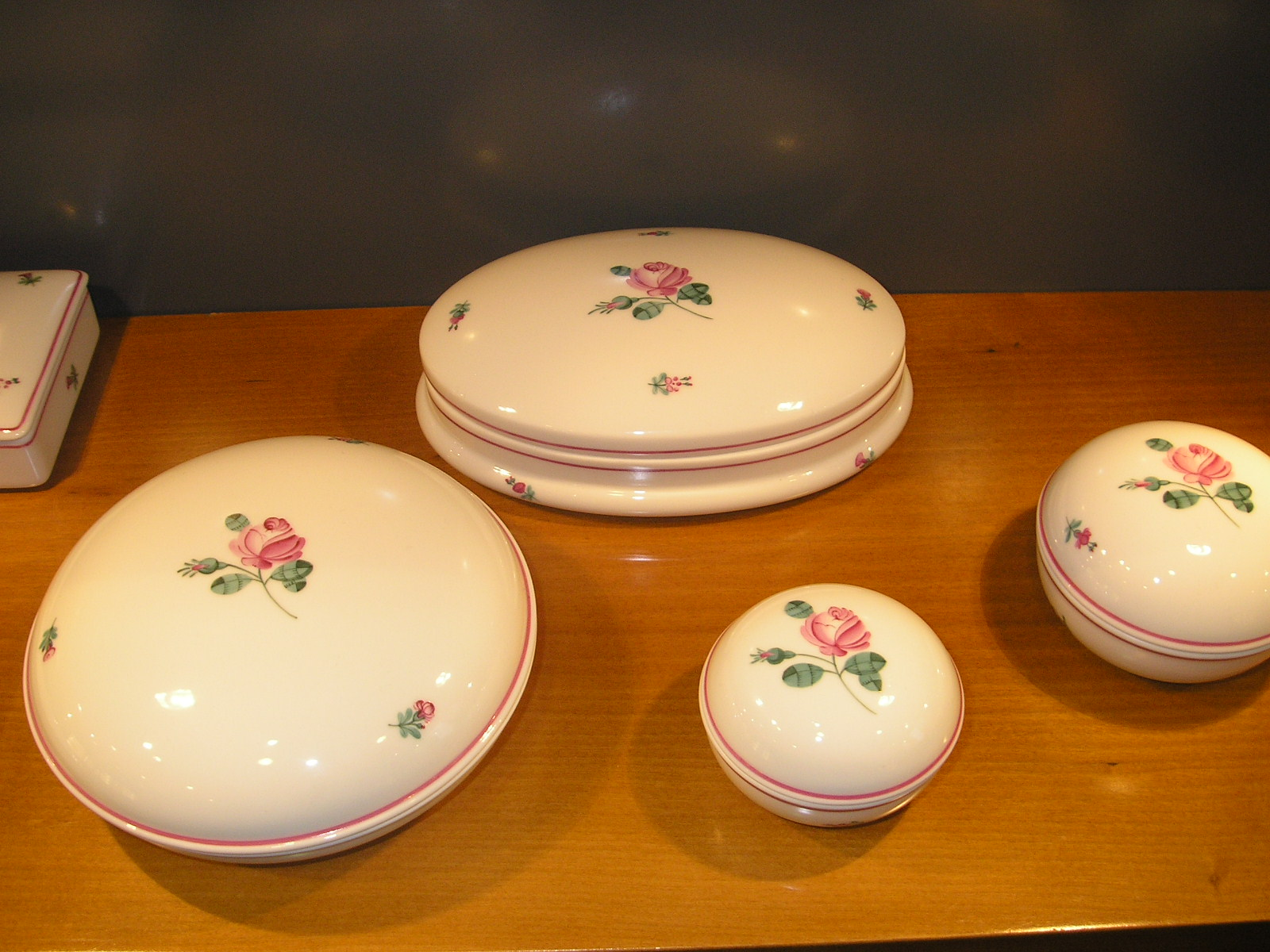
Cukorka dobozok a biedermeier időszakból
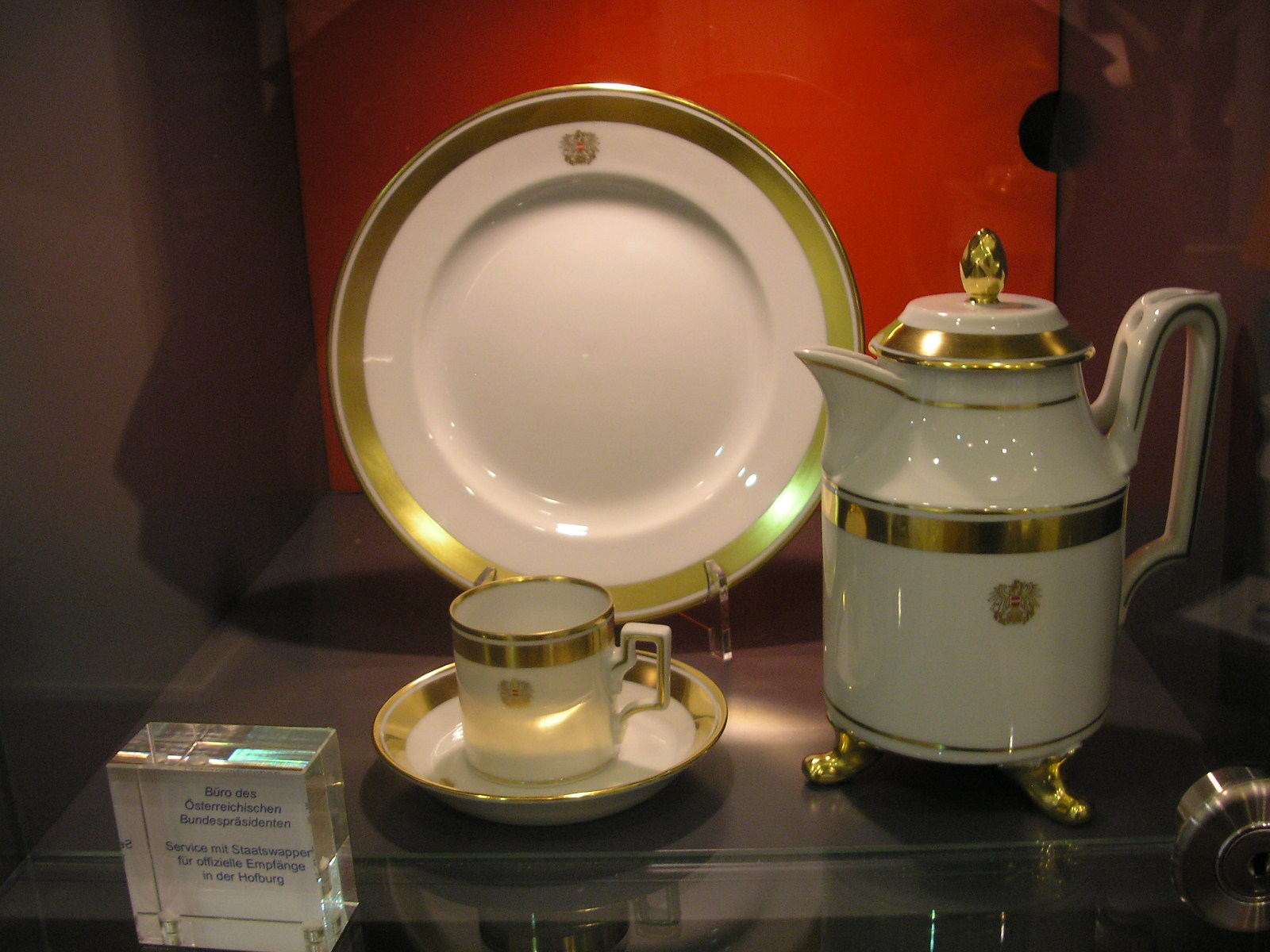
A szövetségi elnök étkészlete, Ausztria aranyszínű címerével
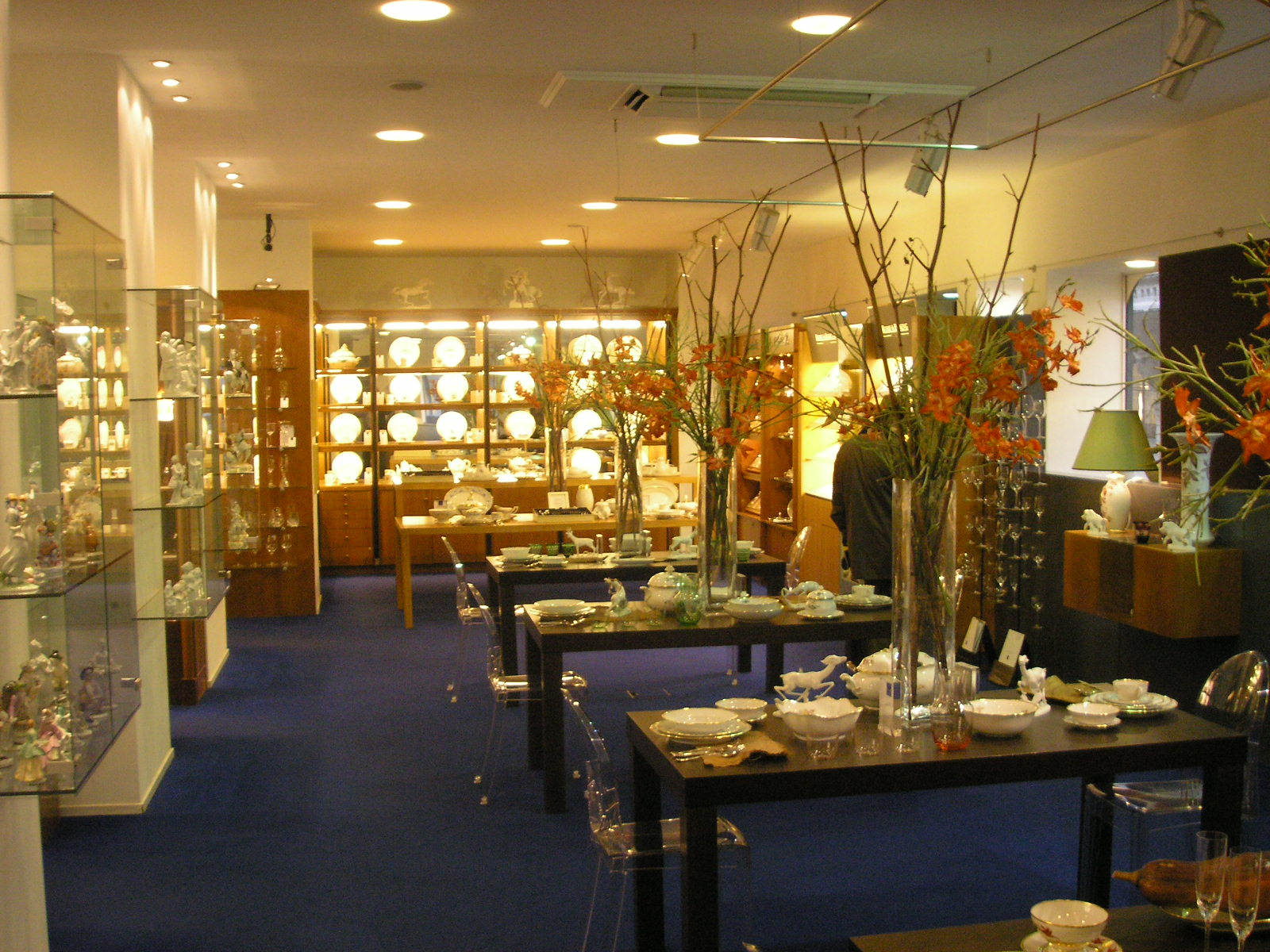
Schauraum Filiale am Stock-im-Eisen-Platz
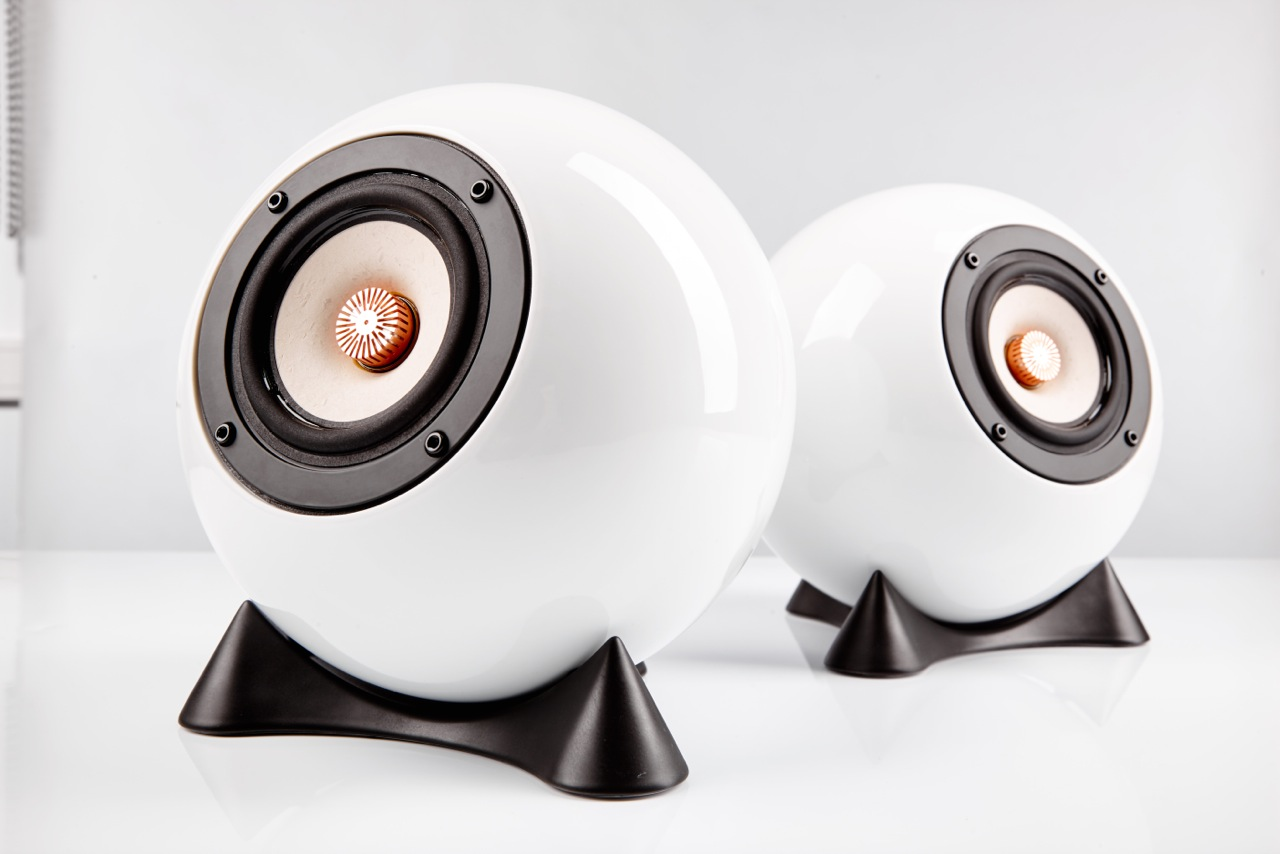
Gömb alakú hangszóró háromszorosan égetett kemény porcelánból